# Søndre Fasanvej
Søndre Fasanvej er en gade mellem Valby Langgade i den københavnske bydel Valby og Smallegade på Frederiksberg. Efter Smallegade fortsætter gaden som Nordre Fasanvej til Frederikssundsvej ved Nørrebro Station.

## Generelt
Søndre Fasanvej begynder ved Valby Langgade og fortsætter langs den vestre del af Søndermarken til Smallegade, hvorfra den fortsætter som Nordre Fasanvej til Frederikssundsvej. Undervejs krydser Søndre Fasanvej Roskildevej. Søndre Fasanvej er præget af grønne områder og gennemskærer en del attraktive kvarterer på Frederiksberg, i modsætning til Nordre Fasanvej der primært er kendetegnet ved byliv og industri. Gaden stiger en del undervejs, da den går over Valby Bakke.
Søndre og Nordre Fasanvej busbetjenes af buslinje 4A, der gennemkører begge gader. Omkring krydset Nordre Fasanvej/Smallegade ligger Fasanvej Station, som betjener den københavnske metro. Herfra er det muligt at benytte metrolinjerne M1 og M2. Nær Valby Langgade ligger Valby Station, der betjenes af S-tog, regionaltog og flere buslinjer.

## Historie
Den ældste del af Søndre Fasanvej, den nordlige del ved Roskildevej, blev etableret i 1682 som en vej til fasaneriet bag Frederiksberg Have. Vejen blev senere forlænget mod nord til Smallegade. Den sydlige del af nutidens Søndre Fasanvej blev først etableret omkring 1870, og hed først Bag Søndermarken. Denne del blev indlemmet som en del af Søndre Fasanvej omkring 1900. Bag Søndermarken er i dag navnet på en anden vej i området.
Nordre Fasanvej blev etableret mellem 1883 og 1908 som en direkte forlængelse af Søndre Fasanvej, som denne del nu kom til at hedde. Et nyt Frederiksberg Hospital blev bygget langt Nordre Fasanvej i 1903, og erstattede det gamle på Howitzvej.